# Офтобруя (район Рудаки)
Офтобруя (тадж. Офтобрӯя) — село в районе Рудаки Республики Таджикистан. Входит в состав джамоата (сельской общины) Султонобод.
Прежнее название — Тошбулок (до 2008 года).
Находится на расстоянии 28 км от районного центра (пгт. Сомониён) и 8 км от центра джамоата (село Султонобод).
Население — 161 чел. (2017).